# 토리사강
토리사강(슬로바키아어: Torysa, 헝가리어: Tarca)은 슬로바키아 동부를 흐르는 강으로 길이는 129 km, 유역 면적은 1,349 km2)이다. 토리사강과 접한 주요 도시로는 리파니, 사비노우, 벨키 샤리슈, 프레쇼우 등이 있다.